# Матвєєв Іван Іванович
Іва́н Іва́нович Матвє́єв (1890, Олешки — 8 жовтня 1918, П'ятигорськ) — з 1917 року член РСДРП (б), учасник громадянської війни в Росії, командувач Таманської армії.

## Життєпис
Пройшов шлях моряка від юнги до рульового. Здійснив кілька навколосвітніх подорожей. З 1914 року служив на військових транспортах Чорноморського флоту — пароплав «Патагонія». В середині квітня 1915-го «Патагонія» підірвалася на міні, половина екіпажу врятувалася, Матвєєв врятувався.
1917-го почав провадити агітацію серед матросів. У січні 1918-го керував загоном червоних моряків у боях з гайдамаками за Одесу. З 1918 року в складі РККА, керував Дніпровським загоном у боях під Миколаєвом та Херсоном проти кайзерівських військ. У квітні брав участь у боях на Перекопському перешийку та Таманському півострові. Травнем 1918-го в Катеринодарі з Дніпровського та інших червоноармійських загонів сформував 4-й Дніпровський піхотний полк, котрий у швидкому часі був перекинутий на фронт до Анапи і Джигинки — мав завданням обороняти Чорноморське узбережжя від Тамані до Новоросійська. Полк пройшов шлях через Головний Кавказький хребет, степи Ставропілля та Калмикії, відступав аж до Волги.
В червні-серпні командував лівофланговою групою Таманської армії — 3-ю Таманською колоною, важкі бої були біля Верхньобаканського. Прикривав відхід червоноармійських формувань, переслідуваних денікінцями.
28 серпня в Геленджику обраний на Військовій раді командувачем Таманської армії. Керував походом Таманської армії з головними червоноармійськими силами Північного Кавказу.
Командарма 11-ї армії сприйняв за анархіста, який намагався «розвалити червоний фронт», для з'ясування ситуації виїхав до П'ятигорська. Був розстріляний з наполягання командувача 11-ї армії Івана Сорокіна за «порушення революційної дисципліни».
За радянських часів іменем Матвєєва було названо ряд вулиць та міст, 1969-го — океанський теплохід «Командарм Матвєєв».
Був одружений з Жозефіною Клермон.

## У літературі
1924 року Олександр Серафимович у повісті «Залізний потік» описав похід Таманської армії Матвєєва.